# Kunitsukami
Les Kunitsukami (国つ神, 国津神 ) sont les kami de la terre  et vivent à tsuchi (terre).

## Mythologie
De nombreux mythes du Nihon Shoki et du Kojiki parlent du conflit entre les Kunitsukami et les Amatsukami.

## Liste des kunitsukami
- Okuninushi [6]
- Ashinazuchi [7]
- Tenazuchi [7]
- Ōyamatsumi [5]
- Sarutahiko [8]

- Dieu souverain
  - Ōkuninushi
- Okuninushi no Gokojin
  - Ajisukitakahikone, Shimo-shitsu-biki, Kotoshironushi, Takeminakata, le dieu Kizumata et le dieu Tora-kami
- Les dieux qui sont les épouses du seigneur de la grande nation
  - Suseri Vipassana, Yagami Vipassana, Numagawa Vipassana, Dokiri Vipassana, Kamiya Taten Vipassana, Tottorijin
- Autres
  - Ōyamatsumi
  - Susanoo-no-Mikoto
  - Kushinadahime
  - Sukunabikona
  - Ōmononushi
  - Kuebiko
  - Taka Kagyu
  - Watatsumi
  - Ōyamatsumi
  - Ukanomitama
  - Toshigami
  - Konohanasakuya-hime
  - Tamayori-hime
  - Toyotama-hime
  - Omizunu (en)
  - Chikato no Kami (ja)
  - Moreya
  - Isetsuhiko
  - Takiribime
  - Ichikishimahime

## Voir également
- Crimes célestes et terrestres
- Ases et Vanir
- Houtu
  - Divinité du propriétaire
  - Tudigong / Ujigami
  - Dieu de la ville
- Ōkunitama